# AMD-Radeon-RX-5000-Serie

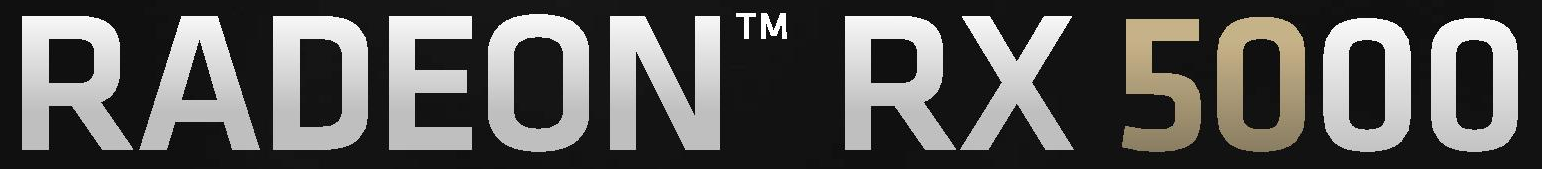
Logo der AMD-Radeon-5000-Serie

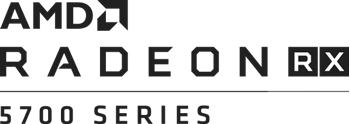
Logo der RX-5700-Modelle

Die Radeon-RX-5000-Serie ist eine Serie von Grafikkarten der Firma AMD. Es handelt sich dabei um die Nachfolgegeneration der Radeon-500-Serie und Radeon-Vega-Serie. Die Serie wird auch als Navi-Generation bezeichnet und verwendet erstmals die RDNA-Architektur. Sie gilt als eine Rundumerneuerung. Die neue RDNA-Architektur ist auf Effizienz und flexible Programmierbarkeit optimiert, während die Abwärtskompatibilität zur GCN-Architektur erhalten bleibt. Nachfolger ist die AMD-Radeon-RX-6000-Serie, welche am 28. Oktober 2020 offiziell vorgestellt wurde.

## Technik und Leistung
Die erste Implementierung der Navi-Generation mit der RDNA-Architektur ist der Grafikprozessor „Navi 10“. Er wird in 7 nm Strukturgröße von TSMC gefertigt und hat eine Fläche von 251 mm². Das ist im Vergleich zum Vorgänger Vega 10 mit 486 mm² eine drastische Schrumpfung um 30 %. Die Ausführungseinheiten „Compute Units“ wurden im Vergleich zum Vorgänger GCN drastisch verändert und auf wave32 optimiert. Das erlaubt eine schlankere, schnellere und effizientere Verarbeitung, weil diese nun auf 32 Arbeitsschritte optimiert sind. Eine weitere Änderung ist im Speichersystem zu erkennen. Mit der Radeon RX 5700 XT wurde ein L1-Cache eingeführt, welcher bei Vega 64 nicht existent war. Die RDNA-Architektur nutzt den Speicher effizienter als die Vega-Karten.
Rein von der rohen Rechenleistung mit 9,75 TFlops FP32 bei rund 1905 MHz Prozessortakt ist Navi 10 XT der Vega 10 mit 12,66 TFlops FP32 unterlegen. Die Radeon RX 5700 XT bietet mit der überarbeiteten Hierarchie des Speichersystems dennoch deutlich mehr Leistung als RX Vega 64, insbesondere bei komplexeren Shader-Ausführungen und rechenbasierten Renderingsystemen. Bei gleichem Stromverbrauch beschleunigt die Radeon RX-5700-Reihe gegenüber der Vega-Reihe um über 50 %.
Das Speicherinterface von Navi 10 ist mit 256 Bit Breite sehr schlank im Vergleich zur Vorgängergeneration „Vega“ mit 2048 Bit HBM2-Speicher. Des Weiteren werden auf der Grafikkartenplatine GDDR6 Bausteine mit der Gesamtgröße von 8 Gigabyte und der Speicherbandbreite von 448 Gigabyte pro Sekunde (GB/s) verbaut. Diese stammen meist von Hynix, Micron oder Samsung. Die Verbindung zum Mainboard ist die PCIe (Express) Schnittstelle in vierter Generation 4.0 mit einer maximalen Bandbreite von  zusätzlich 32 GB/s. Mit der integrierten SAM „Smart Access Memory“ – Technologie von AMD kann der Navi 10 Prozessor auch auf den Arbeitsspeicher zugreifen und den VRAM exklusiv um maximal 16 Gigabyte erweitern. Der direkte Zugriff der CPU auf den VRAM der GPU setzt mindestens einen Ryzen 3000er Prozessor und ein X570 AM4 Mainboard voraus.

## Datenübersicht

### Grafikprozessoren
| Grafik- chip | Fertigung | Fertigung      | Fertigung   | Einheiten | Einheiten      | Einheiten      | Einheiten         | L2- Cache | API-Support | API-Support | API-Support | API-Support | Video- pro- zessor | Bus- schnitt- stelle |
| Grafik- chip | Prozess   | Transis- toren | Die- Fläche | ROPs      | Unified-Shader | Unified-Shader | Textur- einheiten | L2- Cache | DirectX     | OpenGL      | OpenCL      | Vulkan      | Video- pro- zessor | Bus- schnitt- stelle |
| Grafik- chip | Prozess   | Transis- toren | Die- Fläche | ROPs      | CUs            | ALUs           | Textur- einheiten | L2- Cache | DirectX     | OpenGL      | OpenCL      | Vulkan      | Video- pro- zessor | Bus- schnitt- stelle |
| ------------ | --------- | -------------- | ----------- | --------- | -------------- | -------------- | ----------------- | --------- | ----------- | ----------- | ----------- | ----------- | ------------------ | -------------------- |
| Navi 10      | TSMC N7   | 10,3 Mrd.      | 251 mm²     | 64        | 40             | 2.560          | 160               | 8 MiB     | 12.1        | 4.6         | 2.1         | 1.3         | VCN 2.0.0          | PCIe 4.0 ×16         |
| Navi 14      | TSMC N7   | 06,4 Mrd.      | 158 mm²     | 32        | 24             | 1.536          | 096               | 2 MiB     | 12.1        | 4.6         | 2.1         | 1.3         | VCN 2.0.2          | PCIe 4.0 ×80         |

### Desktop-Modelldaten
| Marke \| Modell | Marke \| Modell | Offizieller Launch | Grafikprozessor (GPU) | Grafikprozessor (GPU) | Grafikprozessor (GPU) | Grafikprozessor (GPU) | Grafikprozessor (GPU) | Grafikprozessor (GPU) | Grafikprozessor (GPU) | Grafikspeicher  | Grafikspeicher | Grafikspeicher      | Grafikspeicher              | Leistungsdaten          | Leistungsdaten          | Leistungsdaten | Leistungsdaten | Leistungsaufnahme | Leistungsaufnahme | Leistungsaufnahme |
| Marke \| Modell | Marke \| Modell | Offizieller Launch | Typ                   | Aktive Einheiten      | Aktive Einheiten      | Aktive Einheiten      | Aktive Einheiten      | Chiptakt              | Chiptakt              | Speicher- größe | Speicher- takt | Speicher- interface | Speicher- bandbreite (GB/s) | Rechenleistung (TFlops) | Rechenleistung (TFlops) | Füllrate       | Füllrate       | TBP               | Messwerte         | Messwerte         |
| Marke \| Modell | Marke \| Modell | Offizieller Launch | Typ                   | ROPs                  | CUs                   | ALUs                  | Textur- einheiten     | Basis (MHz)           | Boost (MHz)           | Speicher- größe | Speicher- takt | Speicher- interface | Speicher- bandbreite (GB/s) | 32 bit                  | 64 bit                  | Pixel (GP/s)   | Texel (GT/s)   | TBP               | Idle              | 3D- Last          |
| --------------- | --------------- | ------------------ | --------------------- | --------------------- | --------------------- | --------------------- | --------------------- | --------------------- | --------------------- | --------------- | -------------- | ------------------- | --------------------------- | ----------------------- | ----------------------- | -------------- | -------------- | ----------------- | ----------------- | ----------------- |
| Radeon RX       | 5300            | 28. Mai 2020       | Navi 14               | 32                    | 22                    | 1.408                 | 088                   | 1327                  | 1645                  | 3 GiB GDDR6     | 1750 MHz       | 096 Bit             | 168                         | 04,63                   | 0,29                    | 052,6          | 144,8          | 100 W             | k. A.             | k. A.             |
| Radeon RX       | 5300 XT         | 7. Okt. 2019       | Navi 14               | 32                    | 22                    | 1.408                 | 088                   | 1670                  | 1845                  | 4 GiB GDDR5     | 1750 MHz       | 128 Bit             | 112                         | 05,20                   | 0,32                    | 059,0          | 162,4          | 100 W             | k. A.             | k. A.             |
| Radeon RX       | 5500            | 7. Okt. 2019       | Navi 14               | 32                    | 22                    | 1.408                 | 088                   | 1500                  | 1845                  | 4 GiB GDDR6     | 1750 MHz       | 128 Bit             | 224                         | 05,20                   | 0,32                    | 059,0          | 162,4          | 110 W             | k. A.             | k. A.             |
| Radeon RX       | 5500 XT         | 12. Dez. 2019      | Navi 14               | 32                    | 22                    | 1.408                 | 088                   | 1607                  | 1845                  | 4 GiB GDDR6     | 1750 MHz       | 128 Bit             | 224                         | 05,20                   | 0,32                    | 059,0          | 162,4          | 130 W             | 6 W               | 126 W             |
| Radeon RX       | 5500 XT         | 12. Dez. 2019      | Navi 14               | 32                    | 22                    | 1.408                 | 088                   | 1607                  | 1845                  | 4 GiB GDDR6     | 1750 MHz       | 128 Bit             | 224                         | 05,20                   | 0,32                    | 059,0          | 162,4          | 130 W             | 6 W               | 126 W             |
| Radeon RX       | 5500 XT         | 12. Dez. 2019      | Navi 14               | 32                    | 22                    | 1.408                 | 088                   | 1607                  | 1845                  | 8 GiB GDDR6     | 1750 MHz       | 128 Bit             | 224                         | 05,20                   | 0,32                    | 059,0          | 162,4          | 130 W             | 6 W               | 126 W             |
| Radeon RX       | 5600            | 21. Jan. 2020      | Navi 10               | 64                    | 32                    | 2.048                 | 128                   | 1130                  | 1560                  | 6 GiB GDDR6     | 1500 MHz       | 192 Bit             | 288                         | 06,39                   | 0,40                    | 099,8          | 199,7          | 125 W             | k. A.             | k. A.             |
| Radeon RX       | 5600 XT         | 21. Jan. 2020      | Navi 10               | 64                    | 36                    | 2.304                 | 144                   | 1130                  | 1560                  | 6 GiB GDDR6     | 1500 MHz       | 192 Bit             | 288                         | 07,19                   | 0,45                    | 099,8          | 224,6          | 150 W             | 7 W               | 133 W             |
| Radeon RX       | 5700            | 7. Juli 2019       | Navi 10               | 64                    | 36                    | 2.304                 | 144                   | 1465                  | 1725                  | 8 GiB GDDR6     | 1750 MHz       | 256 Bit             | 448                         | 07,95                   | 0,50                    | 110,4          | 248,4          | 180 W             | 8 W               | 173 W             |
| Radeon RX       | 5700 XT         | 7. Juli 2019       | Navi 10               | 64                    | 40                    | 2.560                 | 160                   | 1605                  | 1905                  | 8 GiB GDDR6     | 1750 MHz       | 256 Bit             | 448                         | 09,75                   | 0,61                    | 121,9          | 304,8          | 225 W             | 8 W               | 221 W             |
| Radeon RX       | 5700 XT         | 7. Juli 2019       | Navi 10               | 64                    | 40                    | 2.560                 | 160                   | 1680                  | 1980                  | 8 GiB GDDR6     | 1750 MHz       | 256 Bit             | 448                         | 10,14                   | 0,63                    | 126,7          | 316,8          | 225 W             | 8 W               | 230 W             |

### Notebook-Modelldaten
| Marke \| Modell | Marke \| Modell | Offizieller Launch | Grafikprozessor (GPU) | Grafikprozessor (GPU) | Grafikprozessor (GPU) | Grafikprozessor (GPU) | Grafikprozessor (GPU) | Grafikprozessor (GPU) | Grafikprozessor (GPU) | Grafikspeicher  | Grafikspeicher | Grafikspeicher      | Grafikspeicher              | Leistungsdaten          | Leistungsdaten          | Leistungsdaten | Leistungsdaten | TBP   |
| Marke \| Modell | Marke \| Modell | Offizieller Launch | Typ                   | Aktive Einheiten      | Aktive Einheiten      | Aktive Einheiten      | Aktive Einheiten      | Chiptakt              | Chiptakt              | Speicher- größe | Speicher- takt | Speicher- interface | Speicher- bandbreite (GB/s) | Rechenleistung (TFlops) | Rechenleistung (TFlops) | Füllrate       | Füllrate       | TBP   |
| Marke \| Modell | Marke \| Modell | Offizieller Launch | Typ                   | ROPs                  | CUs                   | ALUs                  | Textur- einheiten     | Basis (MHz)           | Boost (MHz)           | Speicher- größe | Speicher- takt | Speicher- interface | Speicher- bandbreite (GB/s) | 32 bit                  | 64 bit                  | Pixel (GP/s)   | Texel (GT/s)   | TBP   |
| --------------- | --------------- | ------------------ | --------------------- | --------------------- | --------------------- | --------------------- | --------------------- | --------------------- | --------------------- | --------------- | -------------- | ------------------- | --------------------------- | ----------------------- | ----------------------- | -------------- | -------------- | ----- |
| Radeon RX       | 5300M           | 13. Nov. 2019      | Navi 14               | 32                    | 22                    | 1.408                 | 088                   | 1000                  | 1445                  | 3 GiB GDDR6     | 1750 MHz       | 096 Bit             | 168                         | 4,07                    | 0,25                    | 046,2          | 127,2          | 085 W |
| Radeon RX       | 5500M           | 7. Okt. 2019       | Navi 14               | 32                    | 22                    | 1.408                 | 088                   | 1375                  | 1645                  | 4 GiB GDDR6     | 1750 MHz       | 128 Bit             | 224                         | 4,63                    | 0,29                    | 052,6          | 144,8          | 085 W |
| Radeon RX       | 5600M           | 7. Juli 2020       | Navi 10               | 64                    | 36                    | 2.304                 | 144                   | 1035                  | 1265                  | 6 GiB GDDR6     | 1500 MHz       | 192 Bit             | 288                         | 5,83                    | 0,36                    | 081,0          | 182,2          | 150 W |
| Radeon RX       | 5700M           | 1. März 2020       | Navi 10               | 64                    | 36                    | 2.304                 | 144                   | 1465                  | 1720                  | 8 GiB GDDR6     | 1500 MHz       | 256 Bit             | 384                         | 7,93                    | 0,50                    | 110,1          | 247,7          | 180 W |